# 簡朗山
簡朗山（1872年5月15日—1954年5月23日），字瓊枝，號綠野，曾更名綠野竹二郎。台灣日治時期詩人、政治家、實業家，福建淡水廳桃澗堡桃仔園街（今台灣桃園市桃園區）人，曾任桃園街長、新竹州協議會員、台灣總督府評議會員、桃園軌道株式會社社長、貴族院議員等。勳六等。

## 簡介
幼年曾受私塾教育。1895年（明治28年），台灣割讓後，次年擔任近衛師團憲兵屯駐所囑託，此後在桃園歷任公職，積極推動地方事務。1903年，為改善地方交通，和桃園廳士紳設立「桃崁輕便鐵道會社」（後改名桃園軌道株式會社，桃園客運前身）。1920年（大正9年），地方制度改正，任桃園街長，主持重建桃園大廟景福宮、在辨天池興建豐滿社等。1921年，任新竹州協議會員。
1923年，任總督府評議員。1924年，敘勳六等、授瑞寶章。1927年（昭和2年），作為新竹州民間代表，參加大正天皇御大葬。1928年，街長任滿，離開公職，轉往企業經營，也曾參與「瀛社」，並籌組「桃園吟社」。1940年，改名「綠野竹二郎」。1945年，獲敕選為貴族院議員。
戰後，1946年，因謀議台灣獨立案遭到警備總部逮捕。1954年，過世。

## 軼事
前桃園縣長許新枝回憶在日治時期就讀桃園第一公學校時，適逢日籍校長邀請桃園街出身的簡朗山到公學校演講。當時簡朗山留著小鬍子、身穿西裝。由於簡氏未受正規教育，所說的國語夾帶臺語口音，讓臺下不懂禮貌的小孩捧腹大笑。結果一旁的日籍校長忙著阻止學童不禮貌行為，避免尷尬:23。